# Extreme Job
Extreme Job (en coreà 극한직업) és una pel·lícula de Corea del Sud del 2019 de comèdia i acció dirigida per Lee Byeong-heon i protagonitzada per Ryu Seung-ryong, Lee Ha Nui, Jin Seon-kyu, Lee Dong-hwi i Gong Myung.

## Sinopsi
Un equip de detectius engeguen un restaurant de pollastre per a una operació encoberta de drogues, però acaben més ocupats que mai quan el seu restaurant de pollastre es fa famós pel seu menjar.